# Машина для гольфа
Маши́на для го́льфа (также маши́нка для го́льфа, гольф-карт от англ. golf cart или гольф-кар от англ. golf car) — маленький автомобиль, предназначенный для перевозки игроков в гольф и их клюшек. Обычно рассчитана на двух пассажиров, реже — на четырёх.

## История
Существует мнение, что впервые моторизованное средство транспорта было применено на поле для гольфа американцем из Арканзаса J. K. Wadley, который увидел трёхколесный автомобильчик, используемый в Лос-Анджелесе для подвоза стариков к магазинам. Он купил себе такой же автомобильчик, но обнаружил, что ездить на нём по полю сложно. Первый специализированный автомобиль для гольфа был создан в 1932 году, но не получил распространения. С 1930-х годов и до начала 1950-х годов такие машины применялись в основном инвалидами, которым трудно было самим ходить по полю.
Уже к середине 1950-х годов машины для гольфа получили широкое распространение. Эти, по большей части электрические, машины изготавливались несколькими производителями, в том числе Сирс и Робак и Victor Adding Machines.
Создателем современного карта считается калифорниец Merle Williams. Используя накопленный во время Второй мировой войны опыт разработки автомобилей с электрической тягой, его компания Marketeer Company развернула в 1951 году производство электромобилей для гольфа в Редлендсе. EZGO начала производство машин для гольфа в 1954 году, Cushman — в 1955 г., Club Car — в 1958 г., Taylor-Dunn — в 1961 г., Харлей-Дэвидсон — в 1963 г., Yamaha Golf Car — в 1979 г. и CT&T United — в 2002 г.
Первой машиной для гольфа с бензиновым двигателем был The Walker Executive, созданный Max Walker в 1957 году.
Российский АвтоВАЗ в 2001 году начал производство опытной серии электрических автомобилей «Лада Гольф».

## Влияние на гольф
Создание машин для гольфа повлияло на спорт в двух аспектах. Во-первых, поля для гольфа пришлось перестроить, чтобы предотвратить разрушение колёсами автомобилей травяного покрова. Многие километры специально проложенных дорог изменили внешний вид и игровые возможности полей. Во-вторых, появление машин драматически снизило потребность в кедди, что отрицательно повлияло как на качество полей (кедди регулярно заполняли выбоины, оставленные клюшками (англ. divots), и выглаживали поверхность бункеров; игроки часто забывали сделать это), так и на популярность спорта (работа кедди привлекала в гольф молодых людей).

## Использование за пределами гольфа
Вследствие своей компактности, малого радиуса разворота и простоты управления машины для гольфа иногда используются как средство транспорта и за пределами полей для гольфа.
Например, город Пичтри-Сити в американском штате Джорджия пересечён многочисленными дорогами для гольф-картов, которые используются большинством населения; там существуют также специальные парковки для гольфовых автомобилей.
Хрупкая экология и небольшие размеры многих населённых островов вызывают необходимость в ограничениях на автомобильный транспорт; поэтому машины для гольфа являются основным средством передвижения на островах Санта-Каталина, Болд-Хед, англ. North Captiva Island, Гамильтон и в Белизе.
В ходе российско-украинской войны зафиксировано использование гольф-каров китайского производства армией России при штурме украинских позиций.